# Barra Bonita (Santa Catarina)
Barra Bonita es un municipio brasileño del estado de Santa Catarina. Tiene una población estimada al 2022 de 1 668 habitantes. Pertenece a la Región metropolitana del Extremo Oeste.

## Historia
Los primeros pobladores se establecieron en 1950, descendientes italianos y alemanes de Río Grande del Sur. Se instalaron a orillas del río Barra Bonita, desembocadura del Río das Antas, dando nombre a la localidad. Se elevó a distrito de São Miguel do Oeste en 1959, y se emancipó el 29 de diciembre de 1995.